# مقياس اللزوجة
مقياس اللزوجة (بالإنجليزية: Viscosimeter)‏ في الكيمياء، هو جهاز يستخدم لتعيين اللزوجة، أي مقاومة سائل لحركة شيء فيه. لوصف لزوجة سائل نحتاج إلى تحريك شيء فيه. وتوجد أنواع كثيرة من أجهزة قياس اللزوجة تحتلف فيها طرق القياس.

## مقياس اللزوجة بطريقة الكرة الساقطة
تعتمد طريقة القياس هذه على قانون ستوكس. يوضع السائل المراد تعيين لزوجته في أسطوانة قياس ذات نصف قطر معلوم {\displaystyle R}.
في حالة استخدام نوع هوبلر من مقياسات اللزوجة بواسطة الكرة الساقطة تسقط كرة ذات نصف قطر معلوم {\displaystyle R>r} في السائل. تتأثر سرعة سقوط {\displaystyle v} الكرة في السائل بتوازن يحدث بين قوة الجاذبية التي تسحبها إلى أسفل وقوة الاحتكاك بين الكرة والسائل، فيكون استمرار سقوط الكرة في السائل ذو سرعة منتظمة حتى قاع الأسطوانة.
وطبقا لقانون ستوكس فإن اللزوجة الدينامية للسائل {\displaystyle \eta }:
{\displaystyle \eta ={\frac {2\,g\,r^{2}}{9\,v}}\left(\rho _{\mathrm {K} }-\rho _{\mathrm {F} }\right)}
حيث:
{\displaystyle \rho _{K}}: كثافة الكرة
{\displaystyle \rho _{F}}: كثافة السائل
{\displaystyle g}: عجلة الجاذبية ({\displaystyle g=9{,}81} m/s² على سطح الأرض)
{\displaystyle v}: سرعة الكرة في السائل
بتعيين تلك القيم من التجربة يمكن حساب لزوجة السائل {\displaystyle \eta }.

## مقياس اللزوجة بالأنبوبة الشعرية

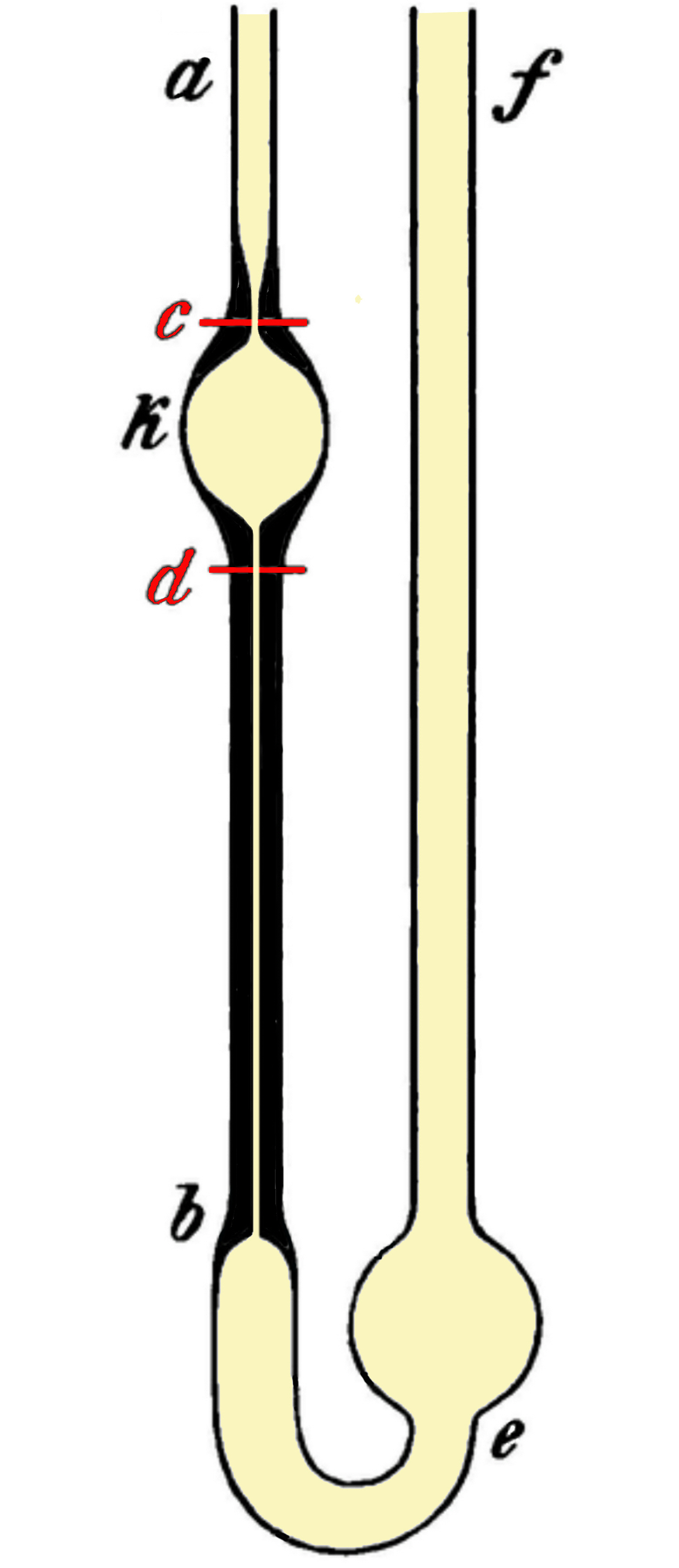
مقياس أوستوالد

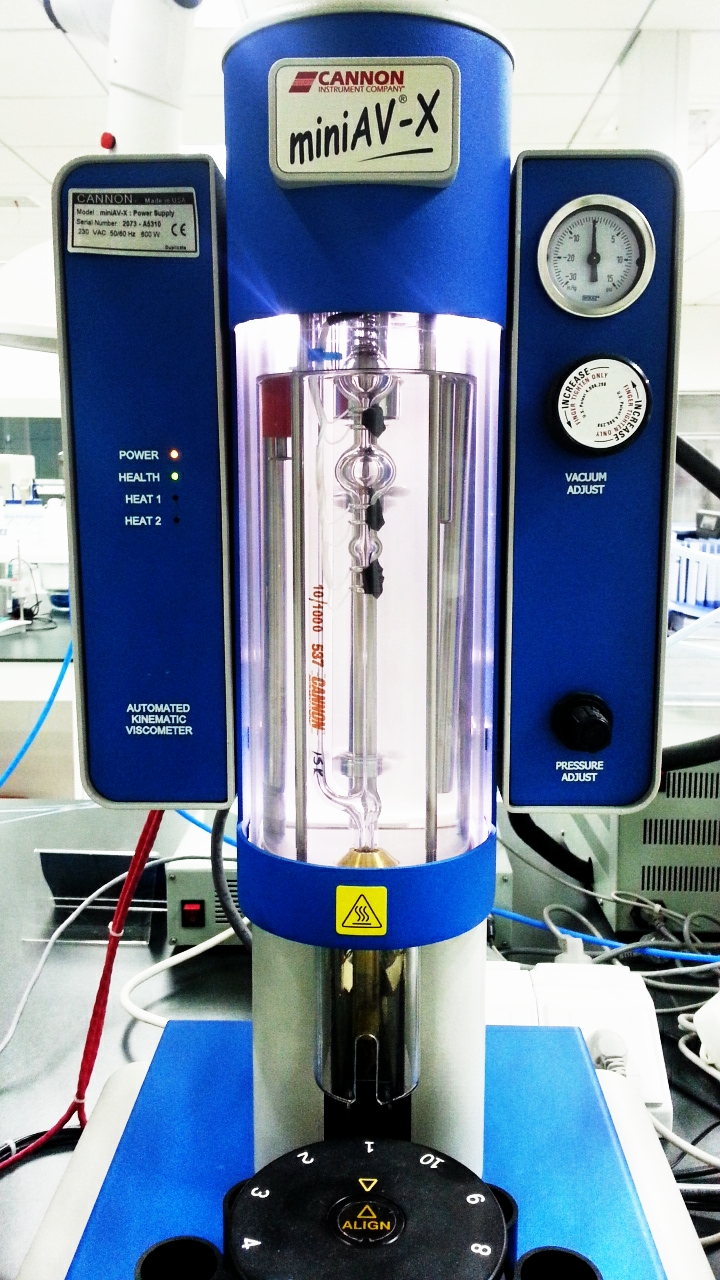
مقياس أتوماتيكي

فكرة القياس بهذه الطريقة هي مرور السائل المراد تعيين لزوجته في أنبوب رفيع. يستخدم حجم محدد V من السائل ويترك مارا تحت ضغط ثابت p خلال الأنبوب الشعري يبلغ طوله l ونصف قطره r ويعين زمن t مرور السائل في الأنبوب. يمكن بهذا تعيين اللزوجة الكينماتية للسائل، كحاصل ضرب الزمن بالثوان في «ثابت الأنبوبة الشعرية».
من هذا النوع لمقياس اللزوجة يوجد «مقياس أوستوالد» و «مقياس أوبيلوده» أو «الأنبوبة الشعرية كانون-فينسكه».
وطبقا لقانون هاجن-بوازوي تتناسب اللزوجة الكينماتية تناسبا طرديا مع زمن السريان t:
{\displaystyle \nu =K\cdot t}
حيث:
K هي «ثابت الأنبوبة الشعرية» وهي تعتمد على بنية مقياس اللزوجة المستخدم ؛ وعند شراء مقياس اللزوجة بالأنبوبة الشعرية يعطي المصنع القيمة K. ونؤتي هنا بأمثلة على ذلك:
- زمن سريان السائل;45 ثانية، K = 0,022
- زمن سريان السائل;85 ثانية، K = 0,011
- زمن سريان السائل ;125 ثانية، K = 0,008.

وإذا أردنا حساب اللزوجة الدينامية {\displaystyle \eta =\rho \cdot \nu } فهي تساوي:
{\displaystyle \ \eta =\rho \cdot K\cdot t}
حيث:
{\displaystyle \eta } = اللزوجة الدينامية بوحدة باسكال* ثانية
{\displaystyle \nu } = اللزوجة الكينماتية بوحدة متر²/ثانية
{\displaystyle \rho } = الكثافة
يجب عدم الخلط بين مقياس اللزوجة بالأنبوبة الشعرية وبين مقياس ريومتر بالضغط العالي، الذي يستخدم في تعيين الخصائص الريومترية للمواد عالية اللزوجة.

### مقياس اللزوجة EMS

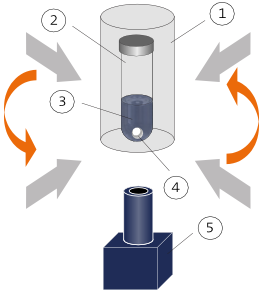
طريقة قياس اللزوجةعن طريق تدوير كرة بالإثارة الكهرومغناطيسية.

هو جهاز لقياس اللزوجة عن طريق تدوير كرة في سائل، حيث يتم تدويرها تحت فعل مجال كهرومغناطيسي دوار خارجي.
يتم تعيين لزوجة السائل عن طريق مشاهدة سرعة دوران كرة من الألمونيوم تحت تأثير مجال كهرومغناطيسي خارجي.
ينشأ المجال المغناطيسي الدوار من مغناطيسين متقابلين موصولين بذراع دوار، يدوران حول العينة. يوضع السائل (3) المراد تعيين لزوجته في أنبوب اختبار (2).
وتوضع كرة من الألمونيوم صغيرة(4) في السائل. يوجد الأنبوب في غرفة (1) مضبوطة درجة حرارتها، ويضبط الانبوب بحيث يقع في الوسط بين المغناطيسين. بتدوير المغناطيسين يتسبب في نشأة تيار دوامي كهربي في كرة الألمونيوم. وتتولد قوة لورينتز الناشئة عن تفاعل المجال المغناطيسي مع التيارات الدوامية المتولدة في الكرة فتدير الكرة. وتعتمد سرعة دوران الكرة في السائل على سرعة دوران المجال المغناطيسي الخارجي، وعلى شدة المجال المغناطيسي، وعلى لزوجة السائل. ترصد حركة الكرة بواسطة كاميرا فيديو (5) موضوعة أسفل الغرفة. القوة المؤثرة على الكرة تتناسب مع فرق سرعة الدوران للمجال المغناطيسي
ΩB وسرعة دوران الكرة ΩS. وبناءا على ذلك توجد علاقة خطية بين (ΩB−ΩS)/ΩS وبين لزوجة السائل.
قام بابتكار هذا المقياس الحديث للزوجة العالم الفيزيائي الياباني «ساكاي» مع زملائه من جامعة طوكيو.
ويختلف مقياس اللزوجة EMS عن مقياسات لزوجة أخرى دوارة في ثلاثة خصائص:
- جميع أجزاء المقياس التي تتلامس مع العينة يمكن الحصول عليها بسهولة وبتكلفة قليلة،
- تجرى عملية القياس في غرفة (خلية) معزولة مضبوطة درجة حرارتها،
- يحتاج مقياس اللزوجة EMS إلى مقدار قليل من عينة السائل (تبلغ 3و0 مليليتر)